# Barbara Eschen

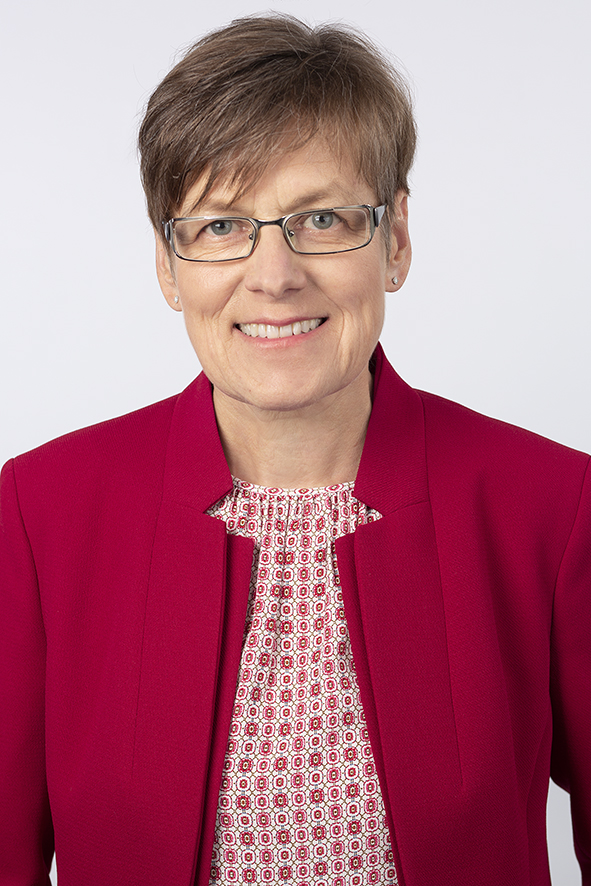
Barbara Eschen

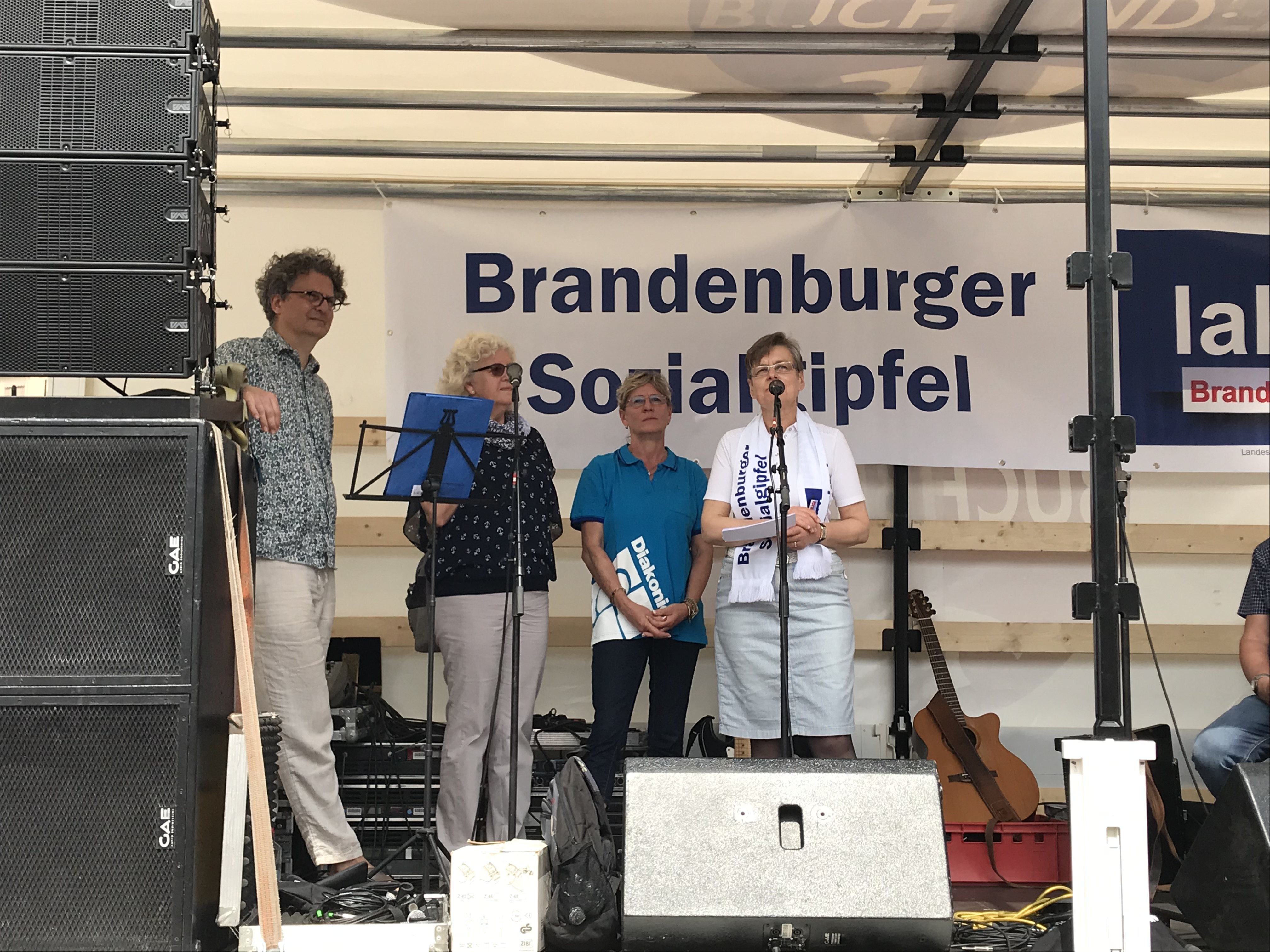
Barbara Eschen auf dem 11. Brandenburger Sozialgipfel

Barbara Eschen (* 28. Mai 1956 in Frankfurt am Main) ist eine deutsche evangelische Theologin.
Eschen studierte an der Westfälischen Wilhelms-Universität in Münster Evangelische Theologie und war nach ihrer Ordination ab 1984 Pastorin in Hagen. 1989 wurde sie Geschäftsführerin des Diakonischen Werkes im Kirchenkreis Hagen. Von 1999 bis 2013 war sie Theologische Direktorin des Hessischen Diakoniezentrums Hephata (Schwalmstadt) und seit 2009 als 1. Stellvertreterin von Dekan Christian Wachter Mitglied der 11. Synode der Evangelischen Kirche in Deutschland für Kurhessen-Waldeck.  Von 2014 bis 2021 war sie Direktorin des Diakonischen Werks Berlin-Brandenburg-schlesische Oberlausitz (DWBO). Dort befasste sie sich intensiv mit Fragen von Armut und Ausgrenzung, Wohnungsnotstand und Migration. 2015 wurde sie von der EKBO als 1. Stellvertreterin des Superintendenten Hans-Georg Furian in die 12. EKD-Synode gewählt. 2017/18 war sie zudem Sprecherin der Nationalen Armutskonferenz. Als Vertreterin der Evangelischen Kirche saß sie auch im rbb-Rundfunkrat.